# Ellendugattyús motor

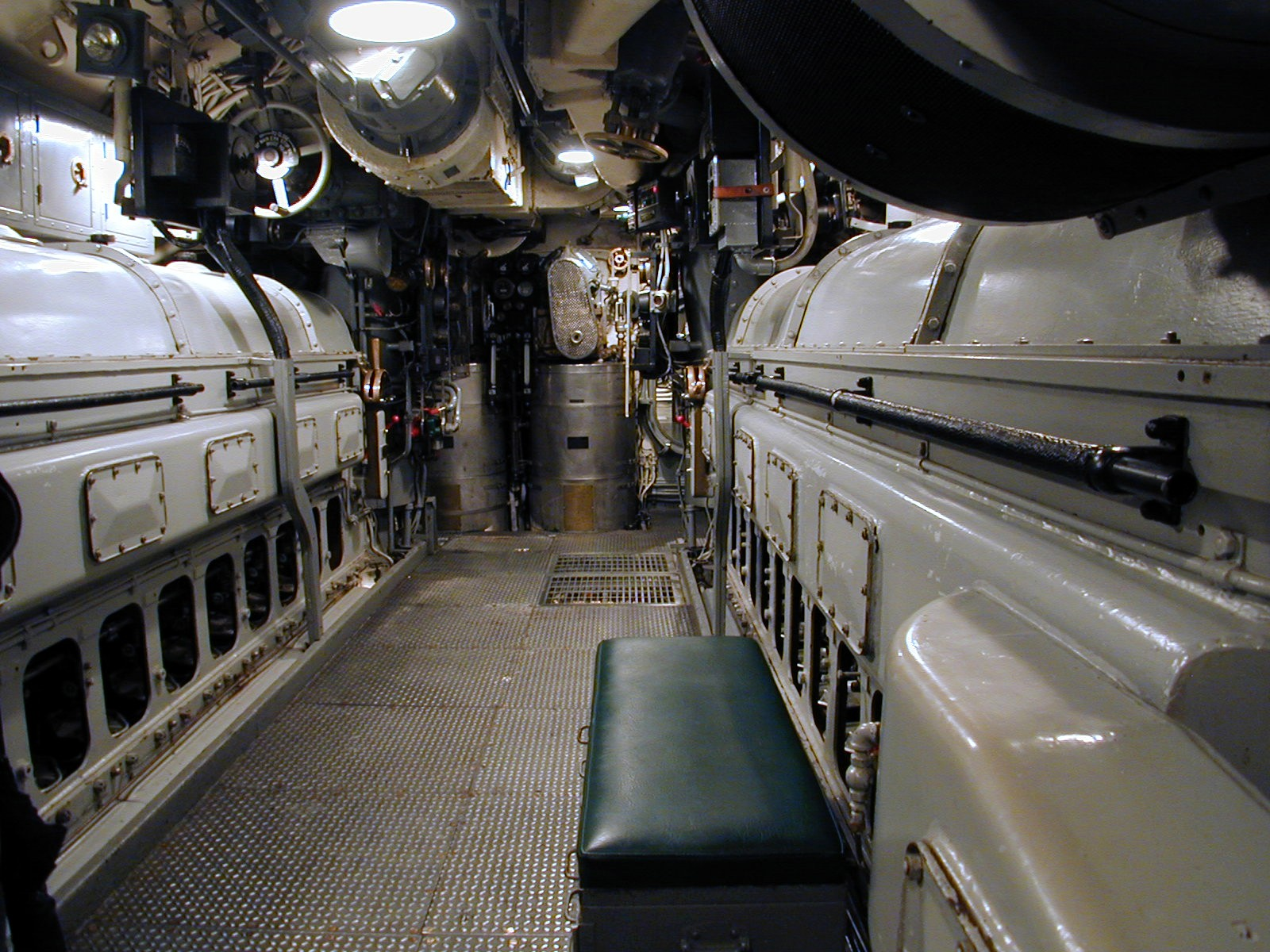
Fairbanks-Morse ellendugattyús dízelmotorja egy tengeralattjáró-ban

Az ellendugattyús motor olyan belső égésű dugattyús motor, melynek minden hengerében két dugattyú mozog egymással szemben.

## Története

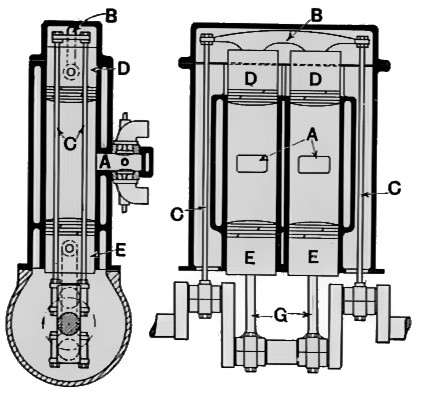
Gobron-Brillié ellendugattyús motorja 1900-ból

Az első ellendugattyús motort a francia Gobron-Brillié vállalat készítette 1900-ban. A motornak egy forgattyús tengelye volt és nagyon hasonló volt az EcoMotors OPOC motorhoz. 1903-ban egy ellendugattyús motorral szerelt Gobron-Brillié automobil volt az első, amelyik valaha elérte az óránkénti 100 mérföldes sebességet.
Az oroszországi kolomnai mozdonygyárban építették meg az első ellendugattyús dízelmotort. A motor tervezője Rajmond Alekszandrovics Korejvo volt. 1907. november 6–án Franciaországban szabadalmaztatta a motort, amit utána nemzetközileg is bemutatott.

## Fordítás
- Ez a szócikk részben vagy egészben  az   Opposed-piston engine című angol Wikipédia-szócikk ezen változatának fordításán alapul.  Az eredeti cikk szerkesztőit annak laptörténete sorolja fel. Ez a jelzés csupán a megfogalmazás eredetét és a szerzői jogokat jelzi, nem szolgál a cikkben szereplő információk forrásmegjelöléseként.